# Сирота, Николай Николаевич
Никола́й Никола́евич Сирота́ (1913—2006) — физик, академик АН БССР (с 1956 года), доктор физико-математических наук, профессор (с 1952 года), Заслуженный деятель науки и техники БССР, основатель Института физики твёрдого тела и полупроводников Национальной академии наук Беларуси и кафедры физики твёрдого тела Белорусского государственного университета. Заслуженный деятель науки РФ (2004), участник Великой Отечественной войны.

## Научная деятельность
После окончания в 1936 году Московского института стали и сплавов, Сирота Н. Н. под руководством Курнакова Н. С. начинает работы по термодинамике и кинетике фазовых переходов, метастабильным состояниям конденсированных систем, которые явились крупным вкладом в развитие современного материаловедения. В 1939 году Сирота Н. Н. защищает кандидатскую, а в 1950 году — докторскую диссертации по этой тематике.
Научные работы Сироты Н. Н. посвящены физике и физической химии твёрдых тел. Он развил теорию фазовых превращений непервого рода, разработал теории образования метастабильных фаз в одно- и многокомпонентных системах и полиморфизма простых соединений.
Экспериментальные и теоретические работы Н. Н. Сироты и его учеников по проблемам межатомного взаимодействия в кристаллах, пространственному распределению электронной и спиновой плотностей, методам определения физических свойств по функциям атомного рассеяния, расчётам фононных спектров кристаллов, исследования физико-химических свойств ферримагнетиков, полупроводников и диэлектриков, выполненные в Институте физики твёрдого тела и полупроводников, получили мировую известность.
В 1975 году Н. Н. Сирота переехал из Минска в Москву. С 1978 года до конца жизни он заведовал кафедрой физики Московского государственного университета природообустройства.
Николай Николаевич Сирота скончался 6 января 2006 года. Похоронен на Хованском кладбище.

## Организаторская деятельность
Сирота Н. Н. заведовал кафедрой физики Московского института цветных металлов и золота.
В 1956 году Сироту Н. Н. избирают академиком АН БССР и он переезжает в Минск. Здесь он организовал отдел, на базе которого в 1963 году создан Институт физики твёрдого тела и полупроводников Академии наук БССР, которым Сирота Н. Н. руководил до 1975 года.
В 1957 году по инициативе профессора Сироты Н. Н. в Белорусском государственном университете имени В. И. Ленина создана кафедра физики твёрдого тела и полупроводников, которую Сирота Н. Н. возглавлял до 1961 года.

## Педагогическая деятельность

### Вузы, в которых преподавал Н. Н. Сирота
- Московский государственный университет имени М. В. Ломоносова (физический факультет) (1945—1956, профессор)
- Московский инженерно-физический институт,
- Московский институт цветных металлов и золота
- Белорусский государственный университет (физический факультет) (1957—1961)
- Московский государственный университет природообустройства (1978—2006)

### Ученики
Н. Н. Сирота подготовил более 90 кандидатов наук и 15 докторов наук.

## Публикации
Н. Н. Сирота — автор свыше 650 научных публикаций, в том числе 2 монографии, 60 изобретений.
- Термодинамика и статистическая физика. — Минск: Вышэйш. школа, 1969.
- Физико-химическая природа фаз переменного состава. — Минск: Наука и техника, 1970.